# Kunan Kiribati
Kunan Kiribati
(Teirake kaaini Kiribati, Levante-se Kiribati) é o hino nacional de Kiribati. Foi escrito e composto por Ioteba Tamuera Uriam e adoptado em 1979.